# August Hiller von Gaertringen
Johann August Friedrich baron Hiller von Gaertringen (né le 11 novembre 1772 à Magdebourg et mort le 18 janvier 1856 à Berlin) est un général d'infanterie prussien.

## Biographie

### Origine
August est issu d'une famille noble wurtembergeoise Hiller von Gaertringen dont les racines se trouvent à Pöttmes près d'Augsbourg et qui est basée à Gärtringen près de Stuttgart depuis 1634. Il est le plus jeune fils du général de division prussien Johann Eberhard Rudolf Hiller von Gaertringen (de) (1735-1799) et de son épouse Joliane Dorothea, née von Hagen de la branche de Naulin (1745-1786).

### Carrière militaire
Hiller s'engage le 30 mai 1784 comme caporal privé dans le 41e régiment d'infanterie « von Woldeck » de l'armée prussienne, y devient enseigne en 1787 et prend part aux batailles de Hollande et sur le Rhin pendant les guerres de la Révolution française. En tant que sous-lieutenant (depuis 1789), il combat dans la guerre de la première coalition en 1792/95 à Valmy, Kaiserslautern, Herzogshand, Bubenhausen, Weißenburg, Burrweiler (blessé), Ruppertsberg et sur le Schänzel (de). Le 2 mars 1802, il est promu capitaine d'état-major de son régiment.
Pendant la campagne de 1806, Hiller est brièvement fait prisonnier de guerre avec la capitulation de Hamelin. Après la paix de Tilsit, il est inactivé avec la moitié de son salaire. En 1809, en tant que capitaine, il est temporairement commandant d'étape à Pasewalk. En 1812, Hiller participe à la campagne de Courlande en tant qu'adjudant général et major dans l'état-major de Julius von Grawert et plus tard dans l'état-major de Yorck. Napoléon Bonaparte l'honore ensuite de la croix de la Légion d'honneur, le roi prussien Frédéric-Guillaume III lui décerne l'ordre Pour le Mérite le 18 octobre 1812.
Le 28 novembre 1812, Hiller devient alors commandant de Spandau. Au début de la campagne de 1813, il est premier adjudant à Yorck et se distingue particulièrement à Lützen, Bautzen Katzbach et Möckern. Pour une blessure grave subie à cet endroit et en reconnaissance de ses réalisations, il reçoit le 31 mai 1814 les feuilles de chêne pour le Pour le Mérite. Après un séjour à Dessau pour récupérer, il rejoint les troupes fin décembre, passe le Rhin sous les ordres de Blücher et dirige la 1re brigade d'infanterie jusqu'à Paris. Le 17 mars 1815, avant même la fin de la campagne, il est nommé commandant de Minden.
À la bataille de Waterloo (1815), Hiller mène avec la 16e brigade l'offensive décisive sur Plancenoit. Promu général de division, il arrive à Stettin comme commandant de la forteresse en 1816 et agit en même temps comme inspecteur de la Landwehr au ministère. Il est ensuite muté à Posen en 1817 comme chef de brigade de la brigade des troupes. En 1827, Hiller prend en charge la 11e division d'infanterie à Breslau et est peu après promu Generalleutnant.
Le 23 juin 1830, Hiller prend sa retraite, qui lui est accordée avec une pension annuelle de 3430 thalers. Dans les années qui suivent, il reçoit encore plusieurs distinctions pour ses mérites. Ainsi, le 3 septembre 1840, il reçoit l'ordre de l'Aigle rouge de 1re classe avec feuilles de chêne, le 23 août 1852 Grand commandeur de l'Ordre de la Maison Royale de Hohenzollern et le 18 janvier 1853 de l'ordre de l'Aigle noir. En outre, Hiller reçoit le 14 mai 1850 le caractère de général d'infanterie.

### Famille
Le 26 janvier 1796, Hiller se marie à Minden avec Adelgunde von Hellen (1777-1822). Après le décès de cette dernière, Hiller se marie le 28 octobre 1823 avec Mathilde von Mutius (1792-1869), fille de Franz von Mutius et Wilhelmine Kraker von Schwarzenfeld. Quatre enfants sont nés de ces mariages :
- August (1799–1864), colonel prussien, commandant du 4e régiment de hussards (de) et chevalier de l'ordre de Saint-Jean marié avec Auguste von Reiche (née en 1811)
- Charles (1805-1811)
- Wilhelm (1809-1866), lieutenant général prussien
- Maria (1824-1858) mariée avec Alexander von Strachwitz (1817-1866), seigneur de Berthelsdorf

Après sa mort, Hiller von Gaertringen est enterré au cimetière des Invalides de Berlin. Sa tombe, qui est détruite par les troupes frontalières de la RDA (les installations frontalières vers Berlin-Ouest traversent le cimetière), est restaurée après la réunification.